# Norberto Pairoux
Norberto José Pairoux ist ein ehemaliger argentinischer Fußballspieler auf der Position eines Stürmers.

## Laufbahn
Pairoux begann seine Laufbahn 1939 bei den Newell’s Old Boys und wechselte zwei Jahre später zum Club Atlético Atlanta, für den er von 1941 bis 1943 im Einsatz war.
1944 wechselte Pairoux zum CA Independiente und Ende 1945 nach Mexiko zu Atlas Guadalajara, mit dem er in seiner ersten Saison 1945/46 den mexikanischen Pokalwettbewerb gewann.
Obwohl er erst im November 1945 nach Mexiko kam, als die Punktspielrunde 1945/46 bereits in vollem Gange war, erzielte Pairoux bis Saisonende insgesamt 21 Tore. In den beiden Spielen gegen den CF Monterrey, die mit 6:4 und 5:2 zu Gunsten von Atlas endeten, gelangen ihm jeweils vier Treffer.
Auch am späteren Pokalsieg der Rojinegros hatte er maßgeblichen Anteil. Im Finale gegen den CF Atlante erzielte er alle drei Tore in der regulären Spielzeit, die 3:3 endete und erst die Verlängerung ermöglichte, die Atlas am Ende 5:4 gegen den CF Atlante gewann. Im nur eine Woche später ausgetragenen Supercup gegen den Meister CD Veracruz leitete Pairoux durch seinen per Strafstoß erzielten Anschlusstreffer zum 1:2 in der 43. Minute die Wende zum späteren 3:2-Erfolg seiner Mannschaft ein.
1948 kehrte Pairoux zu Independiente zurück und anschließend spielte er noch für den CA Lanús sowie den kolumbianischen Verein Deportivo Cali.